# Hrabstwo Pitkin

Piramida wieku hrabstwa

Hrabstwo Pitkin (ang. Pitkin County) – hrabstwo w stanie Kolorado w Stanach Zjednoczonych.

## Geografia
Według spisu z 2000 roku obszar całkowity hrabstwa obejmuje powierzchnię 973,23 mili2 (2520,65 km²), z czego 970,42 mili2 (2513,38 km²) stanowią lądy, a 2,81 mili2 (7,28 km²) stanowią wody. Według szacunków United States Census Bureau w roku 2012 miało 17 263 mieszkańców. Jego siedzibą administracyjną jest Aspen.

### Miasta
- Aspen
- Basalt
- Snowmass Village

### CDP
- Norrie
- Redstone
- Woody Creek